# Touch (folyó)
A Touch folyó Franciaország területén, a Garonne jobb oldali mellékfolyója.

## Földrajzi adatok
Haute-Garonne megyében ered a Lannemezan-fennsíkon, és Toulouse-nál torkollik a Garonne-ba. Hossza 74,4 km, az átlagos vízhozama 3,92 m³ másodpercenként.

## Megyék és városok a folyó mentén
Haute-Garonne: Bérat, Plaisance-du-Touch, Tournefeuille, Toulouse
Mellékfolyói a Ousseau, Saudrune és Aiguebelle.